# 28e cérémonie des AVN Awards
La 28e cérémonie des AVN Awards était un événement de remise de prix pornographiques récompensant les meilleures actrices, acteurs, réalisateurs, films et produits liés à l'industrie pour adultes en 2011. La cérémonie a eu lieu le 8 janvier 2011 au Pearl Concert Theater, une salle de concert située à l’intérieur du Palms Casino Resort à Paradise. L’événement a été co-présenté par les actrices pornographique Tori Black et Riley Steele et par la comédienne Lisa Lampanelli. La cérémonie a été enregistrée pour être ensuite diffusée sur la chaîne américaine Showtime au printemps 2011.
Cette édition est considérée comme « L’année des grands changements » à cause des nombreux changements qui s’est opérée dans les catégories qui s’élèvent cette année-là à 155.

## Catégories
Pour la première fois dans les AVN Awards, les catégories : Nouveautés (Novetly) et Internet, qui avaient leurs propres remises de récompenses, ont été combinées aux autres catégories déjà existantes. La catégorie Best Web Premiere qui reconnaît le contenu original et exceptionnel diffusé exclusivement sur le web a été ajoutée,,.
Cinq nouvelles catégories ont également été introduites pour reconnaître le secteur de la vente au détail et de la distribution de l'industrie pour adultes :
- Best Adult Distributor (côté Est)
- Best Adult Distributor (côté Ouest)
- Best Retail Boutique (côté Est)
- Best Retail Boutique (côté Ouest)
- Best Retail Chain

Enfin, les prix décernés par les fans ont fait leur apparition lors de cette édition. Ces derniers ont pu voter dans quatre catégories :
- Interprète Préférée (Favorite Performer)
- Corps Préféré (Favorite Body)
- Film Préféré (Favorite Movie)
- Scène De Sexe La Plus Folle (Wildest Sex Scene)

## Nominations
La période d'éligibilité pour être nommée s’est étendu du 1er octobre 2009 aux 30 septembre 2010. Les nommées ont été annoncées le 29 novembre 2010 via le magazine AVN.

### Faits notables
Le film Malice In Lalaland avec Sasha Grey du studio Vivid a reçu 19 nominations. Les parodies du film Batman, à savoir BatfXXX : Dark Night de Bluebird Film et Batman XXX : A Porn Parody d’Axel Braun ont reçu tous deux 16 nominations chacun. Speed du studio Wicked et The Big Lebowski : A XXX Parody de New Sensation ont reçu 15 nominations, et The Sex Files 2 : A Dark XXX Parody par Digital Sins et Bonnie and Clide de Bluebird ont, quant à eux, reçu 14 nominations. Les films à gros budget Body Heat de Digital Playground et The Condemned du réalisateur B.Skow ont reçu 11 nominations. À ne noter que An Open Invitation : A Real Swinger’s Party In San Francisco du studio Private à également reçu 11 nominations.
Du côté des récompenses individuelles, Tori Black a reçu 22 nominations ce qui est un record au AVN Awards. Bobbi Starr a reçu 17 nominations et Kristina Rose 14. Andy San Dimas et Asa Akira ont reçu respectivement 13 et 10 nominations. Manuel Ferrara, quant à lui, est associé à 30 nominations en tant qu'interprète, réalisateur et producteur à travers sa propre ligne, distribuée via Evil Angel..
Concernant les studios, Evil Angel, avec sa grande écurie de producteurs, a reçu 137 nominations pour les producteurs qu'il distribue, tandis que Jules Jordan Video, aidé par une forte représentation de Brazzers, a ramassé 124 nominations pour les différentes lignes qu'il porte. Vivid a obtenu 90 nominations pour ses propres produits (dont quelques-uns via des accords de distribution) et New Sensations/Digital Sin en a reçu 89 pour ses propres productions et titres distribués à des producteurs externes. Elegant Angel Productions a remporté le plus grand nombre de nominations pour un studio distribuant uniquement ses propres productions avec 73 nominations. Girlfriends Films, le studio spécialisé dans la pornographie lesbienne s’est fait remarquer avec 23 nominations..
Peter Waren, le rédacteur en chef de AVN à déclaré au sujet des nominations : « Cela a peut-être été la période de nomination la plus difficile que j'ai vécue au AVN, car la qualité des films sortis cette année a été tout simplement stupéfiante, ce qui a rendu plus difficile que jamais les choix à faire ».

## La cérémonie

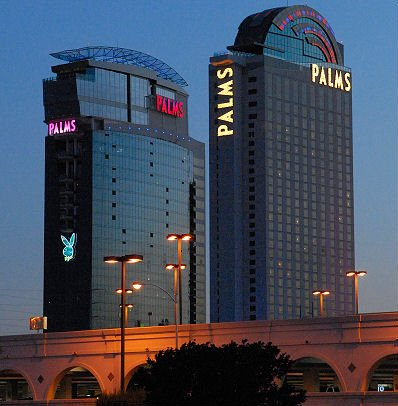
Le Palms Casino Resort, le complexe où s’est déroulé l’événement

La cérémonie s’est déroulé et a été enregistrée dans la soirée du 8 janvier 2011 au Palms Casino Resort dans la salle de concert Pearl Concert Theater à Paradise au sud-est de Las Vegas puis diffusée sur la chaîne américaine showtime le 7 avril 2011. Le spectacle a été co-présenté par les actrices pornographique Tori Black et Riley Steele et par la comédienne Lisa Lampanelli,.
Un incident s’est déroulé dans les coulisses avant même que la cérémonie ne commence. En effet, l’acteur Andy Dick a été expulsé de la cérémonie pour avoir harcelé l’actrice Tera Patrick et le drag-queen Chi Chi LaRue.
Différentes célébrités de l’industrie pornographie ont été invité à annoncer les gagnants des catégories sur le plateau.
La liste complète des invités est consultables ici :

## Lauréats
Le film Speed a remporté le prix du meilleur long métrage pour Brad Armstrong, qui a également remporté le prix du meilleur réalisateur pour un long-métrage. Tori Black a remporté son deuxième prix d'interprète féminine de l'année, la première actrice à le faire en 28 ans d'histoire au AVN Awards, tandis que Gracie Glam a remporté le prix de la meilleure nouvelle starlette. Evan Stone remporte pour la troisième fois le prix d’interprète masculin de l'année, rejoignant ainsi les acteurs Manuel Ferrara et Lexington Steele.

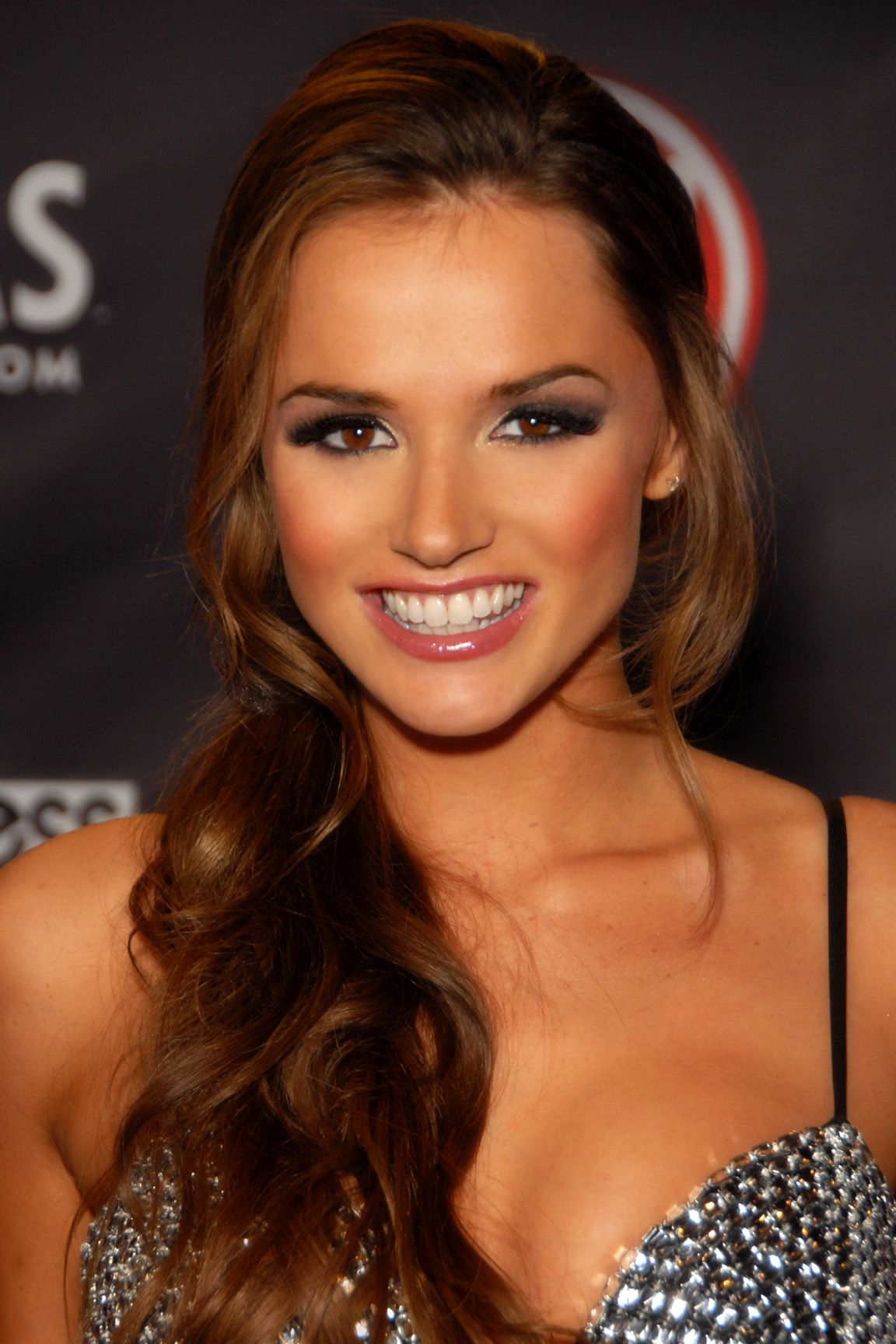
Tori Black, première interprète à remporter deux fois le prix de l’interprète féminine de l'année.

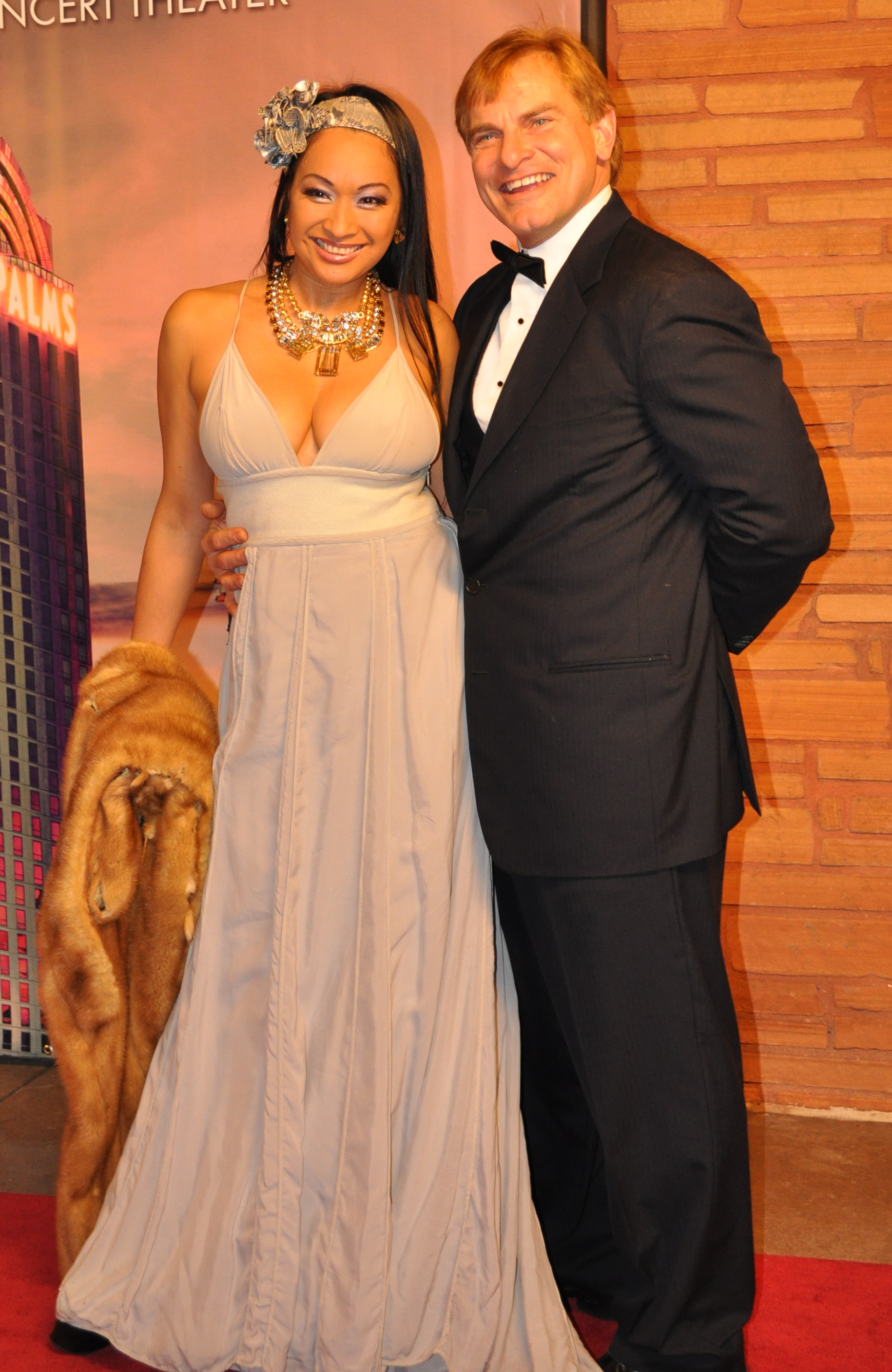
Evan Stone, accompagné de Syren, son épouse lors de la 28e cérémonie.

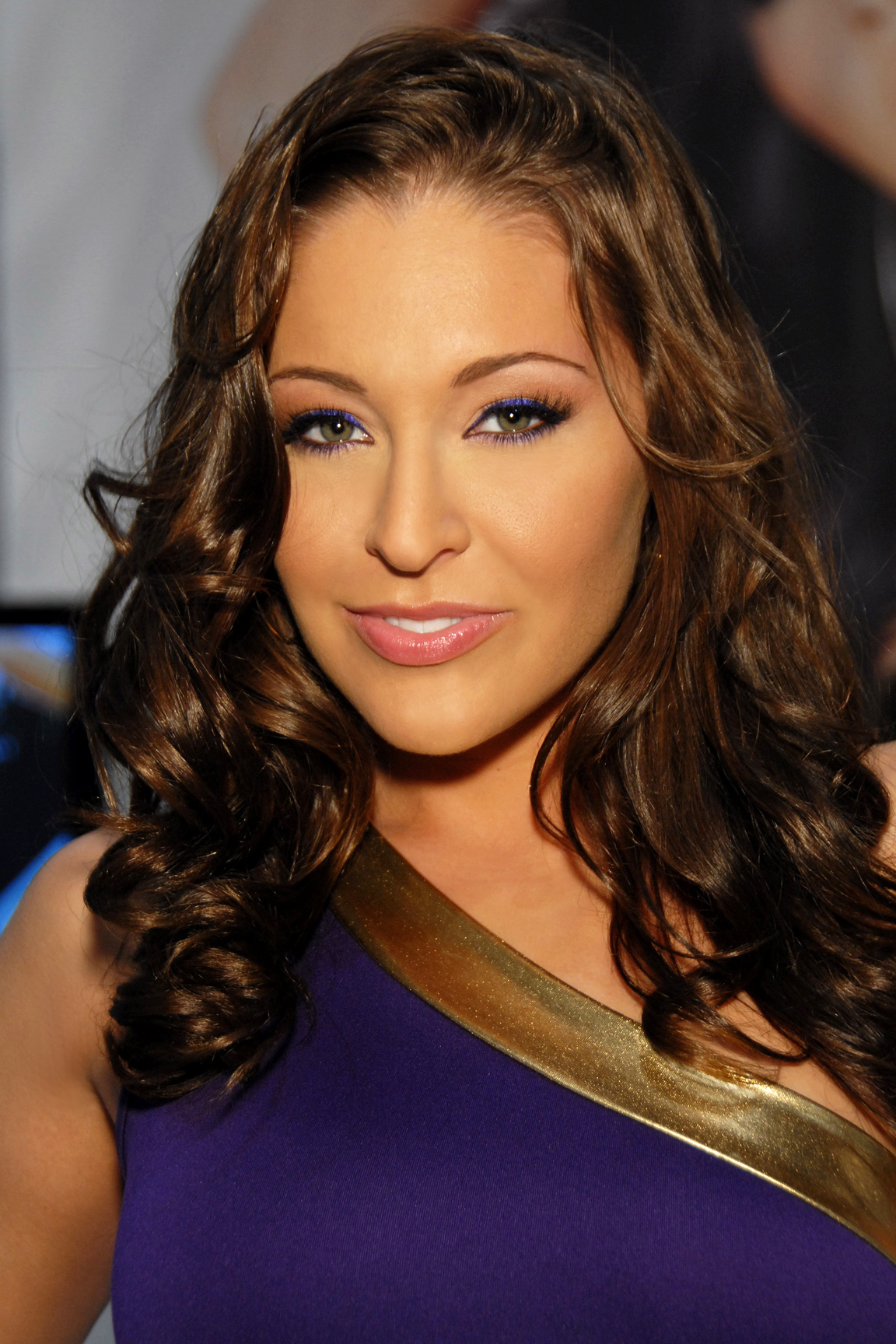
Gracie Glam, lauréate de l’award de la meilleure nouvelle starlette.

Les noms en gras suivis d’une étoile désignent les lauréats, :
| Interprète Féminine de l’année | Interprète Masculin de l’année |
| --- | --- |
| - Tori Black - Asa Akira - Monique Alexander - Lexi Belle - Jenna Haze - Kagney Linn Karter - Kimberly Kane - Kayden Kross - Faye Reagan - Kristina Rose - Andy San Dimas - Bobbi Starr - Riley Steele - Misty Stone - Alexis Texas | - Evan Stone - Mick Blue - Tom Byron - James Deen - Erik Everhard - Manuel Ferrara - Tommy Gunn - Keiran Lee - Mr. Marcus - Scott Nails - Mr. Pete - Anthony Rosano - Keni Styles - Prince Yahshua |
| Meilleure Actrice | Meilleur Acteur |
| - Andy San Dimas dans This Ain't Glee XXX - India Summer dans An Open Invitation: A Real Swinger's Party in San Francisco - Nyomi Banxxx dans Fatally Obsessed - Tori Black dans Whatever It Takes - Ashlynn Brooke dans WKRP in Cincinnati: A XXX Parody - Stormy Daniels dans Partly Stormy - Jessica Drake dans 3 Days in June - Penny Flame dans Real Wife Stories 6 - Roxanne Hall dans Scorned - Nikki Jayne dans The Condemned - Kimberly Kane dans The Sex Files 2: A Dark XXX Parody - Kayden Kross dans The Perfect Secretary: Training Day - Sunny Lane dans Alice - Sunny Leone dans Gia: Portrait of a Porn Star - Lia dans The Rush - Natasha Marley dans Bonny & Clide - Samantha Ryan dans Awakening to Love - Riley Steele dans Love Fool - Misty Stone dans A Love Triangle - Stoya dans Stoya: Perfect Picture | - Tom Byron dans The Big Lebowski: A XXX Parody - Chad Alva dans The Breakfast Club: A XXX Parody - Brad Armstrong dans 4Some - Paul Chaplin dans BatfXXX: Dark Night Parody - Cheyne Collins dans The Vampire Sex Diaries - Dane Cross dans 3 Days in June - Dale DaBone dans Batman XXX: A Porn Parody - Chad Diamond dans This Ain't Glee XXX - Ben English dans The Condemned - Tommy Gunn dans Rawhide 2: Dirty Deeds - Jack Lawrence dans Reno 911: A XXX Parody - Mr. Marcus dans Savanna's Been Blackmaled 2 - Tommy Pistol dans Joanna's Angels 3 - Rock: The Icon dans Fatally Obsessed |
| Interprète Féminine étrangère de l'année | Interprète Masculin étranger de l'année |
| - Angel Dark - Aliz - Blue Angel - Jenny Baby - Black Angelika - Lou Charmelle - Carla Cox - Mandy Dee - Aleska Diamond - Cindy Hope - Lea Lexis - Kerry Louise - Natasha Marley - Jessica Moore - Tarra White | - Rocco Siffredi - Mike Angelo - James Brossman - Demetri XXX - Cristian Devil - Jazz Duro - Omar Galanti - Frank Gun - Choky Ice - Kid Jamaica - Frank Major - Mugur - Toni Ribas - Olivier Sanchez - Ian Scott |
| Meilleure Actrice dans un second rôle | Meilleure Acteur dans un second rôle |
| - Lexi Belle dans Batman XXX: A Porn Parody de Axel Braun/Vivid - Tori Black dans Stripper Diaries - Tara Lynn Foxx dans This Ain’t Glee XXX - Sasha Grey dans Real Wife Stories 6 - Kylie Ireland dans Scorned - Annabelle Lee dans Cheers: A XXX Parody - Lorelei Lee dans An Open Invitation: A Real Swinger’s Party in San Francisco - Melissa Monet dans River Rock Women’s Prison - Kirsten Price dans Speed - RayVeness dans Couples Camp - Kristina Rose dans Seinfeld 2: A XXX Parody - Andy San Dimas dans Malice in Lalaland - Sara Sloane dans Official Wife Swap Parody - Misty Stone dans Awakening to Love - India Summer dans The Sex Files 2: A Dark XXX Parody | - Evan Stone dans Batman XXX: A Porn Parody de Axel Braun/Vivid - Mikey Butders dans Official Jersey Shore Parody - Tom Byron dans The Devil in Miss Jones: The Resurrection - Dane Cross dans Couples Camp - James Deen dans Batman XXX: A Porn Parody - Spyder Jonez dans Speed - Tyler Knight dans The A-Team XXX: A Parody - Byron Long dans This Ain’t the Barber Shop: It’s a XXX Parody - Scott Lyons dans The A-Team XXX: A Parody - Nick Manning dans BatfXXX: Dark Night - Mickey Mod dans An Open Invitation: A Real Swinger’s Party in San Francisco - Danny Mountain dans Awakening to Love - Anthony Rosano dans Entourage: A XXX Parody - Keni Styles dans Malice in Lalaland - Prince Yahshua dans Fatally Obsessed |
| Meilleure Nouvelle Starlette | Intreprète Transexuelle de l'année |
| - Gracie Glam - Brooke Lee Adams - Raven Alexis - Briana Blair - Amy Brooke - Danica Dillan - Alexis Ford - Tara Lynn Foxx - Allie Haze - Amia Miley - Mallory Rae Murphy - Chanel Preston - Ashlyn Rae - Katie St. Ives - Jennifer White | - Bailey Jay - Morgan Bailey - Hera C - Celeste - Natalia Coxxx - Amy Daly - Jesse Flores - Foxy - Mia Isabella - Kimber James - Hazel Tucker - Wendy Williams |
| Étoile de l'année | Nouveau venu masculin |
| - Riley Steele - Joanna Angel - Stormy Daniels - Penny Flame - April Flores - Sasha Grey - Tommy Gunn - Jesse Jane - Ron Jeremy - Sunny Leone - Bree Olson - Mr. Marcus - Trina Michaels | - Seth Gamble - Bill Bailey - Flash Brown - Levi Cash - Chad Diamond - Ryan Driller - Sonny Hicks - Patrick Knight - Marco Rivera - Jonny Slim - Lucas Stone - Michael Vegas |
| Interprète MILF de l'année | Réalisateur de l'année |
| - Julia Ann - Lisa Ann - Deauxma - Raquel Devine - Diamond Foxxx - Dyanna Lauren - Francesca Lé - Kelly Madison - Payton Leigh - Janet Mason - Raylene - RayVeness - Vannah Sterling - India Summer - Tanya Tate | - Axel Braun - Joanna Angel - Brad Armstrong - Belladonna - Robby D. - William H. - Jules Jordan - Mason/Sam No - Lee Roy Myers - Mike Quasar - Will Ryder - Rocco Siffredi - B. Skow - Chris Streams - Vince Vouyer |
| Starlette méconnue de l'année | Interprète masculin méconnu de l'année |
| - Charley Chase - Jessica Bangkok - Nyomi Banxxx - Katie Kox - Sophie Dee - Kelly Divine - Krissy Lynn - Mason Moore - Ashli Orion - Rachel Roxxx - Dylan Ryder - Nikki Sexx - Draven Star - Isis Taylor - Juelz Ventura | - Mark Ashley - Chad Alva - Jordan Ash - Eric John - Alec Knight - Danny Mountain - Ramon Nomar - Will Powers - Johnny Sins - Chris Strokes - L.T. - Nat Turnher - Mark Wood - C.J. Wright - Danny Wylde |
| Meilleur film | Meilleure sortie en 3D |
| - Speed - 3 Days in June - Awakening to Love - Body Heat - The Condemned - The Devil in Miss Jones#The Devil in Miss Jones: The Resurrection\|The Devil in Miss Jones: The Resurrection - Fatally Obsessed - Gigolos - Malice in Lalaland - An Open Invitation: A Real Swinger's Party in San Francisco - Pornstar Superheroes - Rawhide 2: Dirty Deeds - Sanatorium - Scorned - Whatever It Takes | - This Ain't Avatar XXX - 3D MILF Memoirs - Octopussy 3-D: A XXX Parody - Porn Star Fantasies 3D - The Virtual Reality Stimulator 3D |
| Meilleure parodie (comédie) | Meilleure parodie (drame) |
| - Batman XXX: A Porn Parody - The A-Team XXX: A Parody - The Big Lebowski: A XXX Parody - The Breakfast Club: A XXX Parody - Cheers: A XXX Parody - The Human Sexipede - Not Married with Children XXX 2 - Not M*A*S*H XXX - Not the Bradys XXX: Bradys Meet the Partridge Family - Official Jersey Shore Parody - Seinfeld 2: A XXX Parody - This Ain't Glee XXX - This Ain't Happy Days XXX: Fonzie Luvs Pinky - This Ain't the Barber Shop: It's a XXX Parody - WKRP in Cincinnati: A XXX Parody | - BatfXXX: Dark Night Parody - Alice - Bonny & Clide - Gia: Portrait of a Porn Star - Not Charlie's Angels XXX - Not Really... The Dukes of Hazzard: A Hardcore Parody - Octopussy 3-D: A XXX Parody - The Sex Files 2: A Dark XXX Parody - This Ain't Avatar XXX - This Ain't Charmed XXX - This Ain’t Cops XXX - This Ain't Star Trek XXX 2: The Butterfly Effect - Tru: A XXX Parody - The Twilight Zone Porn Parody - The Vampire Sex Diaries |
| Meilleure sortie gonzo | Meilleure sortie interracial |
| - Buttwoman vs. Slutwoman - Beach Patrol - Buttman's Bend Over Babes 7 - Faye & Georgia's Birthday Bash - Feed the Models - Hellcats 15 - Hot Girls in Tight Jeans - Joanna Angel and James Deen's European Vacation - Montana Fishburne - Rachel Starr Is Badass - Riedality - Rocco's Bitch Party 2 - Rocco's Psycho Love 2 - Slutty and Sluttier 12 - Sport Fucking 6 | - Lex the Impaler 5 - Alone in the Dark 7 - Bet on Black - The Black Assassin 7 - Black Listed 2 - Black Shack - The Brother Load 2 - Interracial Fuck Sluts - Jet Black Fuel 3 - Manhammer 9 - Once You Go Black 5 - Rico the Destroyer 2 - Savanna's Been Blackmaled 2 - Sexual Blacktivity 2 - True Glamour Experience |
| Meilleure version haut de gamme entièrement sexuelle | Meilleure nouvelle série |
| - Performers of the Year 2010 - Asa Akira Is Insatiable - Beautiful Stranger - D2: Deviance - Downtown Girls - Enter the Peepshow - Fashion Fucks - Jesse Jane: Playful - Mandy Candy - Pornstar Workout 2 - Pretty as They Cum 2 - Surreal Sex - Tori Black Is Pretty Filthy 2 - Tres Flores, Vivid Alt - Voyeur Within | - The Romance Series - New Sensations - All New Beaver Hunt - Asian Party Sluts - Asslicious - Ass Play - Babysitter Diaries - Big Tits in Uniform - Can He Score? - Downtown Girls - Feed the Models - Foot Fetish Daily - Net Skirts - Pin-Up Girls - Rocco's Bitch Party - Rocco's Psycho Love - Round Latin Asses - Street Vendors - Unseasoned Players |
| Meilleure scène de sexe en duo | Meilleure scène de sexe orale |
| - Kristina Rose et Manuel Ferrara dans Kristina Rose Is Slutwoman - Misty Stone et Tony DeSergio dans Awakening to Love - Lexi Belle et James Deen dans Batman XXX: A Porn Parody - Chanel Preston et Erik Everhard dans Fashion Fucks - Samantha Ryan et Manuel Ferrara dans Gigolos - Asa Akira et Lexington Steele dans Invasian! 4 - Jenna Haze et Manuel Ferrara dans Just Jenna - Sasha Grey et Keni Styles dans Malice in Lalaland - Alexis Texas et Johnny Sins dans Performers of the Year 2010 - Sadie West et Manuel Ferrara dans Pornstar Superheroes - Faye Reagan et Scott Nails dans Pornstars Punishment - Bobbi Starr et James Deen dans Rough Sex 2 - Amia Miley et Criss Strokes dans Slut Puppies 4 - Kayden Kross et Tommy Gunn dans The Smiths - Tori Black et Rocco Siffredi dans Tori, Tarra and Bobbi Love Rocco | - Tori Black dans Stripper Diaries - Briana Blair dans The Big Lebowski: A XXX Parody - Monique Alexander et Raylene dans Blow Me Sandwich 14 - Kimberly Kane dans The Condemned - Angelina Valentine dans Deep Throat This 43 - Francesca Lé blowbang dans F for Francesca - Bobbi Starr, Adrianna Nicole et Charlotte Vale dans Fuck Face - Asa Akira dans Blowbang Invasian! 4 - Gracie Glam dans Jerkoff Material 5 - Kristina Rose dans Kristina Rose Is Slutwoman - Lisa Ann dans Massive Facials 2 - Andy San Dimas dans Praise the Load 4 - Charley Chase dans Throat Fucks 2 - Nyomi Banxxx dans Throat Injection 3 - Jessica Drake et Angelina Ashe dans Wicked Games |
| Meilleure scène en trio - 2 filles, 1 garçon | Meilleure scène de sexe lesbienne en duo |
| - Kimberly Kane, Krissy Lynn et Mr. Pete dans The Condemned - Sara Sloane, Kristina Rose et Mr. Pete dans All About Sara Sloane - Gracie Glam, Victoria Lawson et Levi Cash dans Beach Patrol - Alexis Texas, Kristina Rose et Mark Ashley dans Buttwoman vs. Slutwoman - Jenna Haze, Alexis Texas et Mr. Pete dans D2: Deviance - Raven Alexis, Sasha Grey et Manuel Ferrara dans Fly Girls - Ashlyn Rae, Nicole Ray et Mikey Butders dans Not the Bradys XXX: Pussy Power - Kagney Linn Karter, Shyla Stylez et Mark Ashley dans Pornstar Workout 2 - Rachel Starr, Asa Akira et Mick Blue dans Rachel Starr Is Badass - Joanna Angel, Draven Star et James Deen dans Rebel Girl - Allie Haze, Andy San Dimas et Evan Stone dans Secretary's Day 4 - Tori Black, Jessica Drake et Manuel Ferrara dans Speed - Sunny Leone, Daisy Marie et Voodoo dans Sunny's B/G Adventure - Tori Black, Andy San Dimas et Mr. Pete dans Tori Black Is Pretty Filthy 2 - Faye Reagan, Jackie Daniels et Evan Stone dans WKRP in Cincinnati: A XXX Parody                | - Jenna Haze et Monique Alexander dans Meow! - Kimberly Kane et Savanna Samson dans Beautiful Stranger - Lexi Belle et Monique Alexander dans The Best of... Vol. 2: Lexi Belle - Cindy Hope et Peaches dans Budapest - Capri Anderson et Ruby Knox dans Foot Fetish Daily - Tori Black et Sunny Leone dans Gia: Portrait of a Porn Star - Gracie Glam et Brooke Lee Adams dans Girl Crush - India Summer et Lorelei Lee dans An Open Invitation: A Real Swinger's Party in San Francisco - Jayden Cole et Victoria dans Pin-Up Girls 5 - Melissa Monet et Justine Joli dans River Rock Women's Prison - Allie Haze et Gracie Glam dans She's My Man 7 - Bobbi Starr et Syd Blakovich dans Strapped Dykes - Tori Black et Bobbi Starr dans Tori Black: Superstar - Zoe Voss et Ryan Keely dans Women Seeking Women 63 - Prinzzess et Tanner Mayes dans Women Seeking Women 65 |
| Meilleure scène en double pénétration | Fan Awards |
| - Asa Akira, Toni Ribas et Erik Everhard dans Asa Akira Is Insatiable - Tara Lynn Foxx, Jon Jon, Lee Bang et Julius Ceazher dans Alone in the Dark 7 - Mason Moore, Erik Everhard et Steve Holmes dans Bra Busters - Bobbi Starr, Prince Yahshua et Mark Anthony dans The Brother Load 2 - Nikki Jayne, Marco Banderas et Jerry dans The Condemned - Aliz, Tony DeSergio et Marco Banderas dans Don't Make Me Beg 3 - Tarra White, Denis Marti et Mick Blue dans Evil Anal 11 - Francesca Lé, Chris Charming et Prince Yahshua dans F for Francesca - Sasha Grey, Rico Strong et Brian Pumper dans Fuck Sasha Grey - Kristina Rose, Mick Blue et James Deen dans Kristina Rose Is Slutwoman - Mika Tan, Marco Banderas et Chris Charming dans The Perfect Secretary: Training Day - Emma Heart, Ben English et David Perry dans Slut Tracker - Tori Black, Mick Blue et James Deen dans Tori Black Is Pretty Filthy 2 - Mackenzee Pierce, T. J. Cummings et Billy Glide dans Whatever It Takes - Aletta Ocean, David Perry et Mick Blue dans You, Me & Her | Best Body: - Alektra Blue Favorite Performer: - Jenna Haze Wildest Sex Scene: - Kayden Kross, Jesse Jane, Riley Steele, Katsuni, Raven Alexis - Body Heat Favorite Movie: - Asa Akira Is Insatiable |
| Meilleur site de porn star | Meilleures ventes et locations |
| - Joanna Angel (JoannaAngel.com) - Lisa Ann (TheLisaAnn.com) - Belladonna (EnterBelladonna.com) - Lexi Belle (LexiBelle.com) - Nikki Benz (NikkiBenz.com) - Tori Black (ToriBlack.com) - Sophie Dee (ClubSophieDee.com) - Kelly Divine (KellyDivine.com) - Jessica Drake (JessicaDrake.com) - Lupe Fuentes (ILoveLupe.com) - Jenna Haze (JennaHaze.com) - Sara Jay (SaraJay.com) - Kayden Kross (ClubKayden.com) - Sunny Leone (SunnyLeone.com) - Mariah Milano (MariahXXX.com) | - Batman XXX: A Porn Parody |
| Reuben Sturman Award | |
| - John Stagliano | |

### Lauréats supplémentaires
Lauréats supplémentaires,

#### Catégorie DVD
- Best All-Girl Release: Meow!
- Best All-Girl Series: Women Seeking Women
- Best All-Sex Release: Just Jenna
- Best All-Sex Series: Don't Make Me Beg
- Best Alternative Release: Extreme Public Adventures
- Best Amateur Release: Absolute Amateurs 3
- Best Amateur Series: ATK Galleria
- Best Anal-Themed Release: Big Wet Asses! 16
- Best Anal-Themed Series: Evil Anal
- Best Animated Release: Bound to Please
- Best BDSM Release: Bondage Wonderland
- Best Big Bust Release: Bra Busters
- Best Big Bust Series: Big Tits at School
- Best Big Butt Release: Asslicious 2
- Best Big Butt Series: Big Ass Fixation
- Best Classic Release: Aunt Peg's Fulfillment
- Best Comedy: Couples Camp
- Best DVD Extras: Speed, Wicked Pictures
- Best DVD Menus: Batman XXX: A Porn Parody - Axel Braun/Vivid Entertainment
- Best Educational Release: Tristan Taormino's Expert Guide to Advanced Fellatio
- Best Ethnic-Themed Release – Asian: Asian Fucking Nation 4
- Best Ethnic-Themed Release – Black: Black Ass Addiction 6
- Best Ethnic-Themed Release – Latin: Buttman's Rio Extreme Girls
- Best Ethnic-Themed Series – Asian: Naughty Little Asians
- Best Ethnic-Themed Series – Black: Black Ass Addiction
- Best Ethnic-Themed Series – Latin: Latin Adultery
- Best Fem-Dom Strap-On Release: Strap Attack 12
- Best Foot/Leg Fetish Release: Party of Feet 2
- Best Foreign All-Sex Release: Tori Black: Nymphomaniac
- Best Foreign All-Sex Series: Rocco: Puppet Master
- Best Foreign Feature: Alice: A Fairy Love Tale
- Best Gonzo Series: Slutty and Sluttier
- Best Interactive DVD: Interactive Sex with Alexis Texas
- Best Internal Release: Unplanned Parenthood
- Best Internal Series: All Internal
- Best Interracial Series: It's Big, It's Black, It's Jack
- Best MILF Release: Dirty Rotten Mother Fuckers 4
- Best MILF Series: Seasoned Players
- Best New Line: The Ass Factory
- Best New Video Production Company: Axel Braun Productions
- Best Older Woman/Younger Girl Release: Mother-Daughter Exchange Club 12
- Best Online Marketing Campaign – Company Image: Adam & Eve Pictures, AdamEvePictures.com
- Best Online Marketing Campaign – Individual Project: BatfXXX: Dark Night Parody, Bluebird Films (BatFXXX.com)
- Best Oral Release: Fuck Face
- Best Oral Series: Suck It Dry
- Best Orgy/Gangbang Release: Out Numbered 5
- Best Orgy/Gangbang Series: Fuck Team Five
- Best Overall Marketing Campaign – Company Image: Vivid Entertainment
- Best Overall Marketing Campaign – Individual Project: Batman XXX: A Porn Parody, Axel Braun/Vivid Entertainment
- Best Packaging: Body Heat,  Digital Playground
- Best Packaging Innovation: Malice in Lalaland - Miss Lucifer/Vivid Entertainment
- Best POV Release: Jack's POV 15
- Best POV Series: Jack’s POV
- Best Pro-Am Release: Brand New Faces 26
- Best Pro-Am Series: Can He Score?
- Best Solo Release: All by Myself 4
- Best Special Effects: BatfXXX: Dark Night Parody
- Best Specialty Release – Other Genre: Asses of Face Destruction 9
- Best Specialty Series: Barefoot Confidential
- Best Squirting Release: Big League Squirters
- Best Squirting Series: Squirtamania
- Best Transsexual Release: America's Next Top Tranny: Season 6
- Best Transsexual Series: She-Male XTC
- Best Vignette Release: Pornstars Punishment
- Best Vignette Series: Bad Girls
- Best Young Girl Release: Cum Spoiled Brats
- Best Young Girl Series: Barely Legal
- Clever Title of the Year: The Devil Wears Nada

#### Catégories interprète/créateur
- Best All-Girl Group Sex Scene: Kayden Kross, Jesse Jane, Riley Steele, Katsuni, Raven Alexis dans Body Heat
- Best All-Girl Three-Way Sex Scene: Alexis Texas, Kristina Rose, Asa Akira dans Buttwoman vs. Slutwoman
- Best Anal Sex Scene: Asa Akira, Manuel Ferrara dans Asa Akira Is Insatiable
- Best Art Direction: BatfXXX: Dark Night Parody
- Best Cinematography/Videography: Fliktor, Butch, BatfXXX: Dark Night Parody
- Best Director – Ethnic Video: Jules Jordan - Lex the Impaler 5
- Best Director – Foreign Feature: Paul Chaplin - Department S, Mission One: City of Broken Angels
- Best Director – Foreign Non-Feature: Gazzman - Tori Black: Nymphomaniac
- Best Director – Non Feature: William H., Performers of the Year 2010
- Best Editing: Lew Xypher dans Malice in Lalaland
- Best Group Sex Scene: Alexis Texas, Kristina Rose, Gracie Glam, Michael Stefano dans Buttwoman vs. Slutwoman
- Best Makeup: Red Velvet, Rosa, Lisa Sloane, Melissa Makeup dans BatfXXX: Dark Night Parody
- Best Music Soundtrack: This Ain't Glee XXX
- Best Non-Sex Performance: James Bartholet dans Not Charlie's Angels XXX
- Best Original Song: “Big Tushy Hos” by Drew Rose dans This Ain't Glee XXX
- Best POV Sex Scene: Tori Black dans Jack's POV 15
- Best Screenplay – Adapted: Axel Braun dans Batman XXX: A Porn Parody
- Best Screenplay – Original: David Stanley, The Condemned
- Best Sex Scene in a Foreign-Shot Production: Tori Black, Steve Holmes, Jazz Duro dans Tori Black: Nymphomaniac
- Best Solo Sex Scene: Joanna Angel dans Rebel Girl
- AVN Award for Best Supporting Actor: Evan Stone dans Batman XXX: A Porn Parody
- Best Supporting Actress: Lexi Belle dans Batman XXX: A Porn Parody
- Best Tease Performance: Eva Angelina, Alexis Texas dans Car Wash Girls
- Director of the Year (Body of Work): Axel Braun
- Most Outrageous Sex Scene: Adrianna Nicole, Amy Brooke, Allie Haze in “Enema Boot Camp” dans Belladonna: Fetish Fanatic 8

#### Catégories de vente au détail et de distribution
- Best Adult Distributor: IVD/East Coast News
- Best Boutique (East): Eve's Garden, New York, NY
- Best Boutique (West): Babeland, Seattle, WA
- Best Retail Chain: Good Vibrations
- Best Retail Store (East): Fairvilla Megastore, Orlando, FL
- Best Retail Store (West): Castle Megastore, Tempe, AZ

#### Jouets sexuels et produits de plaisir
- Best Fetish Product: Ballz Gag, Stockroom
- Best Lingerie or Apparel Company: Baci Lingerie
- Best Overall Sex Toy Line: Fleshlight
- Best Packaging Doc Johnson, Platinum Pure Silicon
- Best Party, Game or Gag Product: Love Poker, California Exotic Novelties
- Best Sex Accessory: Afterglow Natural Massage Oil Candle, Jimmyjane
- Best Sex Toy Company (grande): LELO
- Best Sex Toy Company (petite): Je Joue
- Best Sex Toy for Couples: Couples Remote Control Vibrating Egg, Penthouse/Topco
- Best Sex Toy for Men: Sex in A Can, Fleshlight
- Best Sex Toy for Women: G-Ki, Je Joue

#### Catégories Web et technologie
- Best Alternative Website: Kink.com
- Best Dating Website: AshleyMadison.com
- Best Live Chat Website: IMLive.com
- Best Membership Site: AbbyWinters.com
- Best Membership Site Network: Brazzers.com
- Best Photography Website: AndrewBlake.com
- Best Retail Website: AdultDVDEmpire.com
- Best Web Premiere: Dong of the Dead, BurningAngel.com
- Best Web Star: Kelly Madison, KellyMadison.com

## Intronisation à l’AVN Hall Of Fame
Les intronisées à l’AVN Hall Of Fame lors de cette édition sont : Belladonna, Axel Braun, Gia Darling, Ben Dover, Jada Fire, Jules Jordan, Bridgette Kerkove, Miles Long, Sinnamon Love, Sonny Malone, Pat Myne, Savanna Samson, Jasmin St. Claire, Scott St. James et Evan Stone.
Dans la branche « Fondateurs » :
- Russell Hampshire
- VCA Pictures
- Mike Moran
- Lion's Den
- Steven Orenstein
- Wicked Pictures

Dans la branche « Produits Plaisir » :
- Joani Blank
- Good Vibrations
- Ron Braverman
- Doc Johnson
- Susan Colvin
- California Exotic Novelties
- Marty Tucker
- Topco

Dans la branche « Fondateurs d’internet »
- Mitch Farber
- Netbilling
- Colin Rowntree
- Wasteland.com
- Tim Valenti
- NakedSword.com